# Octavarium
Octavarium ist das achte Studioalbum der US-amerikanischen Progressive-Metal-Band Dream Theater, das am 6. Juni 2005 erschien.
Nach dem eher thrashigen Vorgängeralbum Train of Thought kehrt Dream Theater mit Octavarium wieder zu einem progressiveren Stil zurück. Zum ersten Mal wird Dream Theater auf dem Album von einem Orchester begleitet. Es war Dream Theaters letztes Album bei Atlantic Records (nach 14-jährigem Vertrag), und das letzte Album, das im The Hit Factory-Studio in New York aufgenommen wurde. Nachdem Dream Theater die Aufnahmen beendet hatte, wurde das Studio endgültig geschlossen.
Octavarium erreichte die Top Five in Finnland, Italien und Schweden und die Top Ten in Polen, in den Niederlanden, Norwegen und Japan. In Rezensionen wurde es meist positiv bewertet.

## Konzept
Ein Thema, das sich auf verschiedenen Ebenen durch das gesamte Album zieht, ist die Oktave, und damit zusammenhängend die Zahl 8 (octa). Eine Oktave besteht aus acht Stammtönen und ist für viele verschiedene Musikstile ein Schlüsselintervall. Der Grund für dieses Konzept könnte darin liegen, dass Octavarium das achte Studioalbum der Band ist.
Auf die Acht bzw. auf die Oktave wird schon im Albumtitel angespielt (s. u.). Auch die Anzahl der Songs in dem Album beträgt acht. Die Tonarten, in denen die Songs geschrieben sind (alle in Moll), umfassen genau eine Oktave: Der Beginn erfolgt in f, daraufhin erklingen (in aufsteigender Reihenfolge) g, a, h, c, d, e und schließlich wieder f. Dazu passend ist auf der Rückseite der CD-Hülle ein mit f beginnender Abschnitt einer Klaviertastatur angedeutet, der eine Oktave umfasst, und auf der die Songtitel auf die jeweils dem Grundton der Tonart entsprechenden Taste gedruckt sind. Auch die acht Kugeln und die fünf Vögel auf dem Albumcover lassen sich als weiße und schwarze Klaviertasten deuten, die von einem f zu dem darüberliegenden f gehen. Zahlreiche weitere, mehr oder weniger versteckte Hinweise auf die Oktave bzw. auf die Zahlen Acht und die Fünf wurden in die Stücke selbst, in ihre Namen und in die Illustrationen im Booklet eingebaut.
Ein weiteres Thema ist die Zirkularität aller Dinge – der Gedanke, dass sich die Geschichte im Kreis bewegt und alles irgendwann wiederkehrt, so wie der Endpunkt eines Oktavenintervalls zugleich der Anfangspunkt des nächsten ist. Dies drückt sich u. a. im Tonartenschema des Albums aus, das von f zu f führt, oder darin, dass das Album mit derselben Note beginnt, mit der auch das Vorgängeralbum endete. Neben expliziten Erwähnungen des Themas in den Texten finden sich auch zahlreiche textuelle und musikalische Anspielungen auf frühere Songs von Dream Theater selbst und von anderen Bands. Auch in den Illustrationen kommt dieses Thema vor (u. a. immer wieder zurückschwingendes Kugelstoßpendel auf dem Cover).

## Der Name
Ursprünglich sollte das Album Octave (dt. „Oktave“) heißen, aber als die Progressive-Rock-Band Spock’s Beard Anfang 2005 ihr ebenfalls achtes Album Octane (dt. „Oktan“) herausbrachte, beschloss Dream Theater den Albumnamen mehr von diesem zu differenzieren. Nach Ankündigung des Namens Octavarium gab es unter den Fans viele Spekulationen, was dieser bedeuten kann.
Sprachwissenschaftlich betrachtet handelt es sich bei Octavarium um ein lateinisches bzw. aus dem Lateinischen entlehntes Wort, bestehend aus dem Wortstamm Octav- (von octavus = „der achte“ bzw. octava = „die achte“, davon abgeleitet „die Oktave“) und dem Suffix -arium (Neutrum von -arius), dessen Grundbedeutung „...betreffend“ ist. Die wörtliche Bedeutung von Octavarium kann also ungefähr mit „das Achte betreffend“ oder „Oktaven betreffend“ umschrieben werden, was gut zum Konzept des Albums passt (s. o.). Mit dem erwähnten Suffix gebildete Wörter sind im Lateinischen Adjektive, die aber auch oft substantiviert werden. In letzterem Falle wird das Hauptwort nicht genannt, sondern muss aus dem Kontext geschlossen werden (hier z. B. „… betreffendes [Werk / Album]“ o. ä.).
Das Wort octavarium existierte schon im nachklassischen (spätantiken) Latein und bezeichnete damals eine Steuer in Höhe von 1/8 (wörtliche Bedeutung in diesem Fall: „den achten Teil betreffende [Steuer]“). Als Werktitel kommt das Wort auch im Octavarium Romanum („Römisches Octavarium“) vor, einem die katholische Liturgie behandelnden Buch aus dem Jahr 1628 („liturgische Oktaven betreffendes [Buch]“). Ob diese zeitlich weit zurückliegenden und inhaltlich abgelegenen Verwendungen des Wortes einen Einfluss auf den Namen des Dream-Theater-Albums hatten, sei dahingestellt.
Die auf Internetforen weit verbreitete Auflösung des Namens in octa + varium mit der angeblichen Bedeutung „acht Variationen“ (o. ä.) ist grammatikalisch nicht korrekt (was natürlich nicht ausschließt, dass Dream Theater theoretisch auch eine solche Deutung vorgeschwebt haben könnte).

## Titelliste
1. The Root of All Evil (Dream Theater/Mike Portnoy) – 8:25 (Teile VI und VII der sogenannten Alcoholics Anonymous Suite)
VI. Ready
VII. Remove
2. The Answer Lies Within (Dream Theater/John Petrucci) – 5:33
3. These Walls (Dream Theater/John Petrucci) – 7:36
4. I Walk Beside You (Dream Theater/John Petrucci) – 4:29
5. Panic Attack (Dream Theater/John Petrucci) – 8:13
6. Never Enough (Dream Theater/Mike Portnoy) – 6:46
7. Sacrificed Sons (Dream Theater/James LaBrie) – 10:42
8. Octavarium – 24:00 (Dream Theater/James LaBrie, John Petrucci, Mike Portnoy)
I. Someone Like Him (Dream Theater/John Petrucci)
II. Medicate (Awakening) (Dream Theater/James LaBrie)
III. Full Circle (Dream Theater/Mike Portnoy)
IV. Intervals (Dream Theater/Mike Portnoy)
V. Razor’s Edge (Dream Theater/John Petrucci)

## Gastmusiker

### Orchester
- Leiter:
  - Jamshied Sharifi

- Konzertmeister:
  - Elena Barere

- Violinen:
  - Katharine Fong
  - Ann Lehmann
  - Katherine Livolsi-Stern
  - Laura McGinniss
  - Catherine Ro
  - Ricky Sortomme
  - Yuri Vodovoz

- Violen:
  - Vincent Lionti
  - Karen Dreyfus

- Celli:
  - Richard Locker
  - Jeanne LeBlanc

- Flöte:
  - Pamela Sklar

- Hörner:
  - Joe Anderer
  - Stewart Rose

## Charts und Chartplatzierungen
| ChartsChartplatzierungen       | Höchstplatzierung | Wochen |
| ------------------------------ | ----------------- | ------ |
| Deutschland (GfK)              | 15 (4 Wo.)        | 4      |
| Österreich (Ö3)                | 35 (3 Wo.)        | 3      |
| Schweiz (IFPI)                 | 25 (6 Wo.)        | 6      |
| Vereinigtes Königreich (OCC)   | 72 (1 Wo.)        | 1      |
| Vereinigte Staaten (Billboard) | 36 (3 Wo.)        | 3      |